# Сольвычегодский район
Сольвычегодский район — административно-территориальная единица в составе Северо-Двинской губернии и Архангельской области, существовавшая в 1924—1929 и 1938—1958 годах. Центр — Сольвычегодск.
Сольвычегодский район был образован в составе Северо-Двинской губернии в 1924 году. Делился на 11 сельсоветов: Заболотский, Козьминский, Коряжемский, Метлинский, Новиковский, Покровский, Рябовский, Сольвычегодский, Сойгинский, Урдомский, Чуркинский.
В 1925 году в состав района были переданы Беляевский сельсовет из Вилегодского района, Пырский и Шешуровский сельсоветы из Котласского района, Слободчиковский сельсовет из Ленского района.
При образовании в 1929 году Северного края, Сольвычегодский район был упразднён, а большая часть его территории была передана в состав Котласского района. Урдомский сельсовет — в состав Ленского района.
Вторично Сольвычегодский район был образован в 1938 году из части Котласского района. Делился на 11 сельсоветов: Андреевский, Вешкурский, Заболотский, Козьминский, Коряжемский, Метлинский, Новиковский, Пачеозерский, Песчанский, Рябовский, Шешуровский и город Сольвычегодск.
В 1949 году был образован рабочий посёлок Вычегодский. Одновременно он был передан в подчинение Котласскому горсовету.
В 1954 году Вешкурский сельсовет был присоединён к Песчанскому, Андреевский сельсовет — к Пачеозерскому.
В 1956 году Коряжемский сельсовет был преобразован в Коряжемский поселковый совет.
В 1958 году Сольвычегодский район был упразднён, а его территория передана Котласскому району.